# A bűvös kő és a csodakút
A bűvös kő és a csodakút, narrátoros változatban: Hamupipőke Csodaországban (eredeti cím németül: Maria d'Oro und Bello Blue, angolul: Once Upon a Time) 1973-ban bemutatott német–olasz rajzfilm, amelyet Rolf Kauka írt és rendezett. Az animációs játékfilm zenéjét Peter Thomas szerezte. A Rolf Kauka Film és a Gamma Film gyártásában készült, a Constantin Film forgalmazásában jelent meg. Műfaja fantasyfilm. 
Németországban 1973. december 12-én, Magyarországon 1976. július 8-án mutatták be a mozikban, hangalámondással 1990-ben adták ki VHS-en.

## Szereplők
| Szereplő             | Eredeti hang      | Magyar hang (1976)              | Magyar alámondás (1990) |
| -------------------- | ----------------- | ------------------------------- | ----------------------- |
| Maria                | Eva-Maria Werth   | Mihók Éva Kalmár Magda (ének)   | Bács Kati               |
| Marlin               | Ursula Heyer      | Mányai Zsuzsa                   | Bács Kati               |
| Holle anyó           | Tina Eilers       | Náray Teri                      | Bács Kati               |
| Herceg               | Uwe Paulsen       | Nagy Gábor Rozsos István (ének) | Epres Attila            |
| Supsz                | Arnold Marquis    | Képessy József                  | Vajdai Vilmos           |
| Supszné              | Tilly Lauenstein  | Győri Ilona                     | Vajdai Vilmos           |
| Suszter              | Wolfgang Spier    | Kautzky József                  | Vajdai Vilmos           |
| Király               | Martin Hirthe     | Tyll Attila                     | Epres Attila            |
| Közjegyző            | Harry Wüstenhagen | ?                               | Epres Attila            |
| Falusi, aki beleszól | N/A               | ?                               | Epres Attila            |
| Mesélő               | Jochen Schröder   | Bodor Tibor                     | Vajdai Vilmos           |
| Békakirály           | Eduard Wandrey    | Szabó Ottó                      | Vajdai Vilmos           |
| Almafa               | Hans Schwarz Jr.  | ?                               | Vajdai Vilmos           |
| Királyi kikiáltó     | N/A               | ?                               | Vajdai Vilmos           |
| Kenguru hadnagy      | N/A               | ?                               | Vajdai Vilmos           |

## Betétdalok
| Magyar (1976)    | Magyar (1976)                    | Német           | Német                           |
| Dal              | Előadó                           | Dal             | Előadó                          |
| ---------------- | -------------------------------- | --------------- | ------------------------------- |
| Hú, de álom szép | Mányai Zsuzsa Képessy József     | ?               | Arnold Marquis Tilly Lauenstein |
| Maria            | Rozsos István Kalmár Magda       | Maria           | Eva-Maria Werth Uwe Paulsen     |
| Hej-hó!          | Kautzky József Bergendy-együttes | Heigh-ho!       | Wolfgang Spier                  |
| ?                | Bergendy-együttes                | ?               | ?                               |
| Maria, Mari-Lou  | Kalmár Magda Gyerek kórus        | Maria, Mari-Lou | Eva-Maria Werth Kinder Chöre    |
| ?                | ?                                | ?               | ?                               |

## Televíziós megjelenések
A magyar változatot teljes változattal vetítették le a televízióban.
MTV-1 